# سليندر (لعبة فيديو)
سليندر (بالإنجليزية: Slender)‏ ، هي لعبة رعب إلكترونية تم إنتاجها في شهر يونيو سنة 2012 وتعمل على نظام التشغيل ويندوز وماك أو إس وهي تعتمد على ناحية الهلع النفسي وتعد اللعبة الأشهر في الأسواق الأمريكية.

## طريقة اللعبة
تبدأ قصة اللعبة في كل مرحلة من مراحل لعبة سليندر، أن تجمع 8 أوراق، وتبدو عليها عبارات تهديد ككتابة «لن تتمكن من الهرب» أو «لا يوجد منقذين»، وأغلب المرحلة هي في الظلمة سواءً في الغابة أو داخل المبنى المهجور، وهناك أمر في اللعبة يظهر سليندر مان، يجب على بطل اللعبة أن يهرب منه وألا تنظر إليه، وبمجرد أنه شاهد سلندر مان يلاحق بطل اللعبة، فعليه إغلاق المصباح «الكشاف» وأهرب، وفي حال كشفك سلندرمان، يفشل اللعبة وتعاد المرحلة من جديد.
عندما تربح وتتغلب على سلندرمان سوف تتم إضافة كشاف جديد إلى اللعبة ووضع جديد مثل الكاميرا المشوشة.

## وصلات خارجية
- سليندر على موقع IMDb (الإنجليزية)

- Official Slender website
- Download Slender